# Syldavien
Syldavien er et fiktivt balkanagtigt land fra Tintin-serien, som Tintin redder fra et anslag fra nabolandet Bordurien i Ottokars scepter. I dette hæfte får vi også hele landets historie og kultur beskrevet i en brochure, som Tintin læser i flyet. Siden bliver det herfra, at månerejsen finder sted i Mission til Månen-De første skridt på Månen, og det er igen genstand for et anslag fra Bordurien i Tournesolmysteriet.
| Taleboble | Spire Denne tegneserieartikel er en spire som bør udbygges. Du er velkommen til at hjælpe Wikipedia ved at udvide den. |